# Text mining
Text mining eller text data mining är processen att upptäcka meningsfulla mönster och samband i ostrukturerad information/ostrukturerade data, det vill säga texter. Text mining är inte en sökmotor, informationssökare eller tolkare.